# 梅爾孔峰
梅爾孔峰（英語：Melcon Peak），是南極洲的山峰，位於維多利亞地的斯科特海岸，處於謝普利斯山以南2公里，海拔高度2,500米，由美國南極名稱諮詢委員命名，現時由南極條約體系管理。